# J.M. Erre
Pour les articles homonymes, voir Erre.
Jean-Marcel Erre, publié sous la signature J.M. Erre, est un écrivain français né en 1971 à Perpignan. Il est le frère de l'auteur de bande dessinée Fabrice Erre.

## Biographie
Il publie son premier roman en 2006, Prenez soin du chien, une enquête loufoque mettant aux prises les locataires de deux immeubles jumeaux.
En 2008, paraît Made in China, les aventures d'un chinois noir à la recherche de ses origines.
En 2010, il rend hommage à l'univers décalé du cinéma Bis dans Série Z.
Paru en février 2012, son roman Le Mystère Sherlock, qui explore le monde des holmésiens sur un mode humoristique, est finaliste du prix Orange du livre et dans la sélection 2013 du Cezam Prix Littéraire Inter CE.
En septembre 2014, son roman La fin du monde a du retard obtient le Groprix de littérature grolandaise au Festival International du Film Grolandais de Toulouse. Il rejoint alors l'équipe des auteurs de sketchs de l'émission Made in Groland sur Canal +.
En 2016, son premier roman pour la jeunesse, Comment se débarrasser d'un vampire, obtient le Prix du Premier Roman Cultura J'aime lire.
Ses romans sont traduits en plusieurs langues.[réf. nécessaire]
Depuis 2018, il collabore au magazine Fluide Glacial avec des scénarios de BD dessinés notamment par son frère Fabrice Erre, ainsi qu'avec des nouvelles.
En 2019, son roman Qui a tué l'homme-homard ? est lauréat du Prix Paris Polar.
En février 2025, sort sur les écrans sa première comédie écrite pour le cinéma : Haut les mains ! réalisé par Julie Manoukian.

## Publications

### Romans
- Prenez soin du chien, éd. Buchet-Chastel, 2006, 294 p.  (ISBN 978-2283021910) En poche : éd. Points Seuil, 06/2007, 288 p.  (ISBN 978-2757801246) Traductions : coréen, slovène

- Made in China, éd. Buchet-Chastel, 2008, 272 p.  (ISBN 978-2283023235) En poche : éd. Points Seuil, 04/2010, 244 p.  (ISBN 978-2757811962) Traductions : coréen, russe

- Série Z, éd. Buchet-Chastel, 2010[3]  (ISBN 978-2283024447) En poche : éd. Pocket, 2014, 288 p.  (ISBN 978-2266244930) Traductions : coréen, russe, italien, japonais

- Le Mystère Sherlock, éd. Buchet-Chastel, 2012[4], 328 p.  (ISBN 978-2283025628) En poche : éd. Pocket, 06/2013, 288 p.  (ISBN 978-2266233552) En grands caractères : éd. A vue d’œil, 09/2012  (ISBN 978-2846667265) Traductions : coréen, russe, italien, chinois

- La fin du monde a du retard, éd. Buchet-Chastel, 2014[10], 416 p.  (ISBN 978-2283027318) En poche : éd. Pocket, 02/2015, 336 p.  (ISBN 978-2266254250) Groprix littéraire du Festival International Grolandais de Toulouse 2014

- Le Grand N’importe quoi, éd. Buchet-Chastel, 2016[11]  (ISBN 978-2283029336) En poche : éd. Pocket, 2017, 256 p.  (ISBN 978-2266271684)

- Qui a tué l’homme-homard ?, éd. Buchet-Chastel, 2019[12], 368 p.  (ISBN 978-2283032237) En poche : éd. Pocket, 2021, 320 p.  (ISBN 978-2266297929) Prix Paris Polar 2019 Prix Charles Exbrayat des lycéens 2019

- Le bonheur est au fond du couloir à gauche, éd. Buchet-Chastel, 2021, 192 p.  (ISBN 978-2283033807) En poche : éd. Pocket, 2022, 125 p.  (ISBN 978-2266322140)

- Les autres ne sont pas des gens comme nous, éd. Buchet-Chastel, 2023, 201 p.  (ISBN 978-2283036532) En poche : éd. Pocket, 2024, 160 p.  (ISBN 978-2266339223)

- La Loi de la tartine beurrée, éd. Buchet-Chastel, 2025, 208 p.  (ISBN 978-2283040362)

### Romans jeunesse
- Comment se débarrasser d'un vampire avec du ketchup, des gousses d'ail et un peu d'imagination, éd. Rageot, 2016, 176 p.  (ISBN 978-2700250954) Illustrations de Clémence Lallemand Prix du Premier Roman Cultura J'aime lire 2016 Traduction : anglais, turc

- Comment devenir Superdétective avec un copain collant, des croquettes pour chat et un peu d'imagination, éd. Rageot, 2017, 224 p.  (ISBN 978-2700253214) Illustrations de Clémence Lallemand Traduction : turc

- Le Chat chelou venu d'ailleurs, éd. Rageot, 2020, 160 p.  (ISBN 978-2700273823) Illustrations d'Anne-Lise Combeaud

- Nous, les surhumains, éd. Rageot, 2023, 432 p.  (ISBN 978-2700277883)

### Théâtre
- L'Art délicat de la scène de ménage, éd. L'Oeil du prince, 2019, 136 p.  (ISBN 978-2351051719)

- L'Intrus, autopublication numérique, 2021.  (ISBN 979-1035946203)

### Bande dessinée
- Coluche Président ![13],[14] (scénario), dessins de Fabrice Erre, éd. Fluide glacial, 2020.  (ISBN 978-2378783655)

### Nouvelles

#### Recueil
Enfin des bonnes nouvelles ! (collectif), éd. Fluide glacial, 2021.  (ISBN 979-1038203006)

#### Dans le mensuelFluide Glacial
- Menu de fête, Fluide Glacial n°517, juin 2019. Illustrations de Maud Chalmel.
- Le Niveau ultime, Fluide Glacial série-or n°88, septembre 2019. Illustrations de James Kaye.
- Le Jour de la lettre, Fluide Glacial série-or n°89, décembre 2019. Illustrations de Jeff Pourquié.
- En pièces détachées, Fluide Glacial n°527, avril 2020. Illustrations de Maud Chalmel.
- C'était mieux avant, Fluide Glacial n°533, novembre 2020. Illustrations d'Étienne Le Roux.
- Gino le parano, Fluide Glacial série-or n°93, décembre 2020. Illustrations de Maud Chalmel.
- Tristan & Juliette, Fluide Glacial série-or n°94, mars 2021. Illustrations d'Eliot Trouttet.
- Le Vilain Petit Octave, Fluide Glacial n°538, avril 2021. Illustrations de Maud Chalmel.
- Mon deuil !, Fluide Glacial n°541, juillet 2021. Illustrations d'Étienne Le Roux.
- La fin justifie le moyen, Fluide Glacial n°544, octobre 2021. Illustrations de Maud Chalmel.
- Voix off, Fluide Glacial n°547, janvier 2022. Illustrations d'Eliot Trouttet.
- Deux, c'est mieux, Fluide Glacial n°548, février 2022. Illustrations de Maud Chalmel.
- Je me suis gâté, Fluide Glacial n°549, mars 2022. Illustrations d'Eliot Trouttet.
- C'est pas drôle, Fluide Glacial n°552, juin 2022. Illustrations de Nicolas Gaignard.
- Va te faire gentrifier, Fluide Glacial n°553, juillet 2022. Illustrations de Paul Bessis.
- Non, rien de rien, Fluide Glacial n°559, janvier 2023. Illustrations d'Eliot Trouttet.
- Le Crime de Gérard D., Fluide Glacial n°560, février 2023. Illustrations de James Kaye.
- Le Passage difficile, Fluide Glacial n°563, mai 2023. Illustrations de Laurent Houssin.
- Le Côté obscur de la farce, Fluide Glacial n°566, août 2023. Illustrations de Nicolas Gaignard.
- Bla bla bla, Fluide Glacial n°568, octobre 2023. Illustrations d'Étienne Le Roux.
- Le Battement de queue du chaton, Fluide Glacial hors-série n°105, décembre 2023. Illustrations d'Étienne Le Roux.
- Les Derniers Mots, Fluide Glacial n°573, mars 2024. Illustrations de Maud Chalmel.
- Un grand moment de partage, Fluide Glacial n°574, avril 2024. Illustrations de James Kaye.
- Les histoires de vieux finissent mal (en général), Fluide Glacial n°575, mai 2024. Illustrations de James Kaye.
- Caliente, Fluide Glacial hors-série n°107, juin 2024. Illustrations d'Étienne Le Roux.
- Assemblée générale, Fluide Glacial n°580, octobre 2024. Illustrations d'Étienne Le Roux.
- C'est la fête !, Fluide Glacial hors-série n°109, décembre 2024. Illustrations de Nicolaï Pinheiro.
- La Spirale infernale, Fluide Glacial n°584, février 2025. Illustrations de James Kaye.

## Filmographie

### Scénariste

#### Cinéma
- 2025 : Haut les mains ! de Julie Manoukian

#### Télévision
- 2014-2016 : Made in Groland
- 2016-2024 : Groland Le Zapoï
- Depuis 2024 : Viendez au Groland

### Apparitions à l'écran
- 2014 : Cinématon (n°2837)[15] de Gérard Courant
- 2014 : L'Annexion de l'Occitanie par Groland (Journal du Fifigrot 2014) de Gérard Courant
- 2014 : La Conférence de presse et la cérémonie de clôture du Fifigrot 2014, Carnets filmés de Gérard Courant